# Лура
Лу́ра (порт. Lúra; родилась в 1975 году в Лиссабоне) — португальская певица, настоящее имя Мария де Лурдеш Пина Ассунсан (порт. Maria de Lurdes Pina Assunção).

## Биография
Родители Луры родом из Кабо-Верде, отец выходец из Сантьягу, а мать из Сан-Николау.
Лура была балериной, когда певчая звезда африканской музыки в Лиссабоне, Juka, попросил, чтобы она появилась на его новом альбоме. Ей было семнадцать. Она должна была петь бэк-вокал, но Juka настоял на дуэте с ним. Это было блестящее начало и вскоре другие африканские португалоязычные знаменитости предложили Луре работать с ними. Среди них был Бонга из Анголы и её соотечественники Тито Пэриш, Пауло Флурэш и Паулиньу Виейра.
Свой первый альбом Лура записала в 1996 году с португальскими производителями. Он был выпущен в коммерческих целях и нацелен был на дискотеки. Но, несмотря на это, композиция Nha Vida (Моя Жизнь) вызвала более широкий интерес и была показана на фестивале Red Hot + Lisbon, посвященному кампании против СПИДа. В то время Луре был 21 год.
После дуэта с Бонга молодую певицу заметила Luzafrica и продюсировала выход её второго альбома в 2002 году.
В 2004 Лура записывает настоящее посвящение Кабо-Верде — Di Korpu Ku Alma (Души и тела), а в 2005 Di Korpu Ku Alma переиздается с четырьмя ранее не выпущенными песнями (и DVD).

## Дискография
- Nha Vida (1996)
- In Love (2002)
- Di Korpu Ku Alma (2005)
- M'bem di fora (2006)
- Eclipse (2009)
- Herança (2015)